# Anton Čyčkan
Anton Pjatrovič Čyčkan (in bielorusso Антон Пятровіч Чычкан?; Minsk, 10 luglio 1995) è un calciatore bielorusso, portiere del Wisła Cracovia.

## Statistiche

### Cronologia presenze e reti in nazionale
| Cronologia completa delle presenze e delle reti in nazionale ― Bielorussia | Cronologia completa delle presenze e delle reti in nazionale ― Bielorussia | Cronologia completa delle presenze e delle reti in nazionale ― Bielorussia | Cronologia completa delle presenze e delle reti in nazionale ― Bielorussia | Cronologia completa delle presenze e delle reti in nazionale ― Bielorussia | Cronologia completa delle presenze e delle reti in nazionale ― Bielorussia | Cronologia completa delle presenze e delle reti in nazionale ― Bielorussia | Cronologia completa delle presenze e delle reti in nazionale ― Bielorussia |
| Data                                                                       | Città                                                                      | In casa                                                                    | Risultato                                                                  | Ospiti                                                                     | Competizione                                                               | Reti                                                                       | Note                                                                       |
| -------------------------------------------------------------------------- | -------------------------------------------------------------------------- | -------------------------------------------------------------------------- | -------------------------------------------------------------------------- | -------------------------------------------------------------------------- | -------------------------------------------------------------------------- | -------------------------------------------------------------------------- | -------------------------------------------------------------------------- |
| 11-11-2020                                                                 | Ploiești                                                                   | Romania                                                                    | 5 – 3                                                                      | Bielorussia                                                                | Amichevole                                                                 | -5                                                                         |                                                                            |
| Totale                                                                     |                                                                            | Presenze                                                                   | 1                                                                          |                                                                            | Reti                                                                       | -5                                                                         |                                                                            |

## Palmarès

### Club

#### Competizioni nazionali
- Campionato bielorusso: 2

BATĖ Borisov: 2017, 2018
- Coppa di Bielorussia: 2

BATĖ Borisov: 2019-2020, 2020-2021
- Supercoppa di Bielorussia: 2

BATĖ Borisov: 2017, 2022
- Campionato georgiano: 1

Dinamo Batumi: 2023
- Coppa di Polonia: 1

Wisla Cracovia: 2023-2024